# Comoara care ucide
Comoara care ucide (în engleză Trespass) este un film de acțiune din 1992 regizat de Walter Hill, cu Bill Paxton, Ice Cube, Ice-T și William Sadler în rolurile principale. Paxton și Sadler joacă rolul a doi pompieri care decid să caute o comoară ascunsă într-o clădire abandonată, dar ajung să fie vizați de o bandă de pe străzi.
Scenariul filmului Comoara care ucide a fost scris cu mai mulți ani în urmă de Robert Zemeckis și Bob Gale înainte de a scrie Înapoi în viitor. 

## Distribuție
- Bill Paxton - Vince Gillian
- Ice-T - James 'King James'
- William Sadler - Don Perry
- Ice Cube - Savon
- Art Evans - Bradlee
- De'voreaux White - 'Lucky'
- Bruce A. Young - Raymond
- Tommy Lister Jr. - Cletus
- Stoney Jackson - 'Wicked'
- John Toles-Bey - 'Goose'
- T.E. Russell - 'Video'
- Glenn Plummer - Luther
- Byron Minns - 'Moon'
- Tico Wells - Davis
- Hal Landon Jr. - Eugene DeLong
- James Pickens Jr. - Ofițer Reese
- L. Warren Young - Ofițer Foley